# Listă de biblioteci specializate din România
Aceasta este o listă de biblioteci specializate din România.
Potrivit Legii nr.334/2002 privind bibliotecile, bibliotecile specializate sunt biblioteci înființate și organizate de către instituțiile academice și de cercetare, autoritățile administrației publice centrale și locale, instituțiile publice, unitățile militare, agenții economici și celelalte persoane juridice de drept public sau privat. Bibliotecile specializate sunt destinată în principal unei categorii de beneficiari sau colecționării, cu prioritate, a unor tipuri de documente ori pentru a răspunde necesităților specifice organismului tutela. Bibliotecile specializate sunt biblioteci de drept public sau privat și sunt finanțate de către autoritățile, instituțiile sau celelalte persoane juridice care le tutelează. Colecțiile bibliotecilor se constituie și se dezvoltă prin transfer, schimb interbibliotecar național și internațional, donații, legate și sponsorizări, precum și prin achiziționarea unor servicii culturale de bibliotecă, respectiv achiziționarea de documente specifice, publicații, cărți vechi și din producția editorială curentă.

## Alba
- Biblioteca Muzeului Național al Unirii din Alba Iulia Pagina web
- Biblioteca Colegiului Național Militar „Mihai Viteazu” din Alba Iulia Pagina web Arhivat în 7 mai 2021, la Wayback Machine.

## Argeș
- Biblioteca Școlii Militare de Maiștri Militari și Subofițeri a Forțelor Terestre „Basarab I” din Pitești Pagina web

## Brașov
- Biblioteca Universitară a Academiei Forțelor Aeriene „Henri Coandă” din Brașov Pagina web

## București
- Biblioteca Muzeului Național de Istorie a României din București
- Biblioteca Muzeului Militar Național „Regele Ferdinand I” din București Pagina web
- Biblioteca Muzeului Național al Satului „Dimitrie Gusti” din București Pagina web Arhivat în 15 august 2021, la Wayback Machine.
- Biblioteca Institutul de Arheologie „Vasile Pârvan” al Academiei Române Pagina web
- Biblioteca Institutului Astronomic al Academiei Române Pagina web Arhivat în 16 august 2021, la Wayback Machine.
- Biblioteca Institutului de Biologie al Academiei Române Pagina web
- Biblioteca Institutului de Cercetări Antropologice „Francisc I. Rainer” al Academiei Române Pagina web
- Biblioteca Institutului de Cercetări Juridice „Acad. Andrei Rădulescu” al Academiei Române Pagina web
- Biblioteca Institutului de Filosofie și Psihologie „Constantin Rădulescu Motru” al Academiei Române Pagina web
- Biblioteca Institutului de Istorie „Nicolae Iorga” al Academiei Române Pagina web Arhivat în 16 august 2021, la Wayback Machine.
- Biblioteca Institutului de Istoria Artei „G. Oprescu” al Academiei Române Pagina web
- Biblioteca Institutului de Istorie a Religiilor al Academiei Române Pagina web
- Biblioteca Institutului de Matematică „Simion Stoilow” al Academiei Române Pagina web
- Biblioteca Institutului Național de Cercetări Economice "Costin C. Kirițescu" al Academiei Române Pagina web
- Biblioteca Institutului de Prognoză Economică al Academiei Române Pagina web
- Biblioteca Digitală a Publicațiilor Culturale a Institutul Național al Patrimoniului din București Pagina web
- Biblioteca Sfântului Sinod Pagina web
- Biblioteca Militară Națională Pagina web
- Biblioteca Universitară a Academiei Naționale de Apărare „Carol I” din București
- Biblioteca Universitară a Academiei Tehnice Militară „Ferdinand I” din București
- Biblioteca Muzeului Municipiolui București

## Buzău
- Biblioteca Școlii Militare de Maiștri Militari și Subofițeri a Forțelor Aeriene „Traian Vuia” din Boboc Pagina web

## Cluj
- Biblioteca Institutului de Arheologie și Istoria Artei din Cluj-Napoca al Academiei Române Pagina web
- Biblioteca Institutului de Istorie „George Barițiu” din Cluj-Napoca al Academiei Române Pagina web
- Biblioteca Institutului pentru Studierea Problemelor Minorităților Naționale din Cluj-Napoca Pagina web
- Biblioteca Muzeului Etnografic al Transilvaniei din Cluj-Napoca Pagina web
- Biblioteca Muzeului Național de Istorie a Transilvaniei din Cluj-Napoca Pagina web

## Constanța
- Biblioteca Muzeului de Istorie Națională și Arheologie din Constanța Pagina web
- Biblioteca Universitară „Comandor Eugeniu Botez” a Academiei Navale „Mircea cel Bătrân” din Constanța Pagina web
- Biblioteca Școlii Militare de Maiștri Militari și Subofițeri a Forțelor Navale „Amiral Ion Murgescu” din Constanța
- Biblioteca Centrului de scafandri al Forțelor Navale din Constanța Pagina web

## Covasna
- Biblioteca Muzeului Național Secuiesc din Sfântu Gheorghe Pagina web Arhivat în 8 octombrie 2021, la Wayback Machine.

## Hunedoara
- Biblioteca Muzeului Civilizației Dacice și Romane din Deva Pagina web Arhivat în 16 august 2021, la Wayback Machine.

## Ialomița
- Biblioteca Muzeului Național al Agriculturii din Slobozia Pagina web

## Iași
- Biblioteca Institutului Arheologie din Iași al Academiei Române Pagina web
- Biblioteca Institutului de Filologie Română „Al. Philippide” din Iași al Academiei Române Pagina web Arhivat în 23 septembrie 2021, la Wayback Machine.

## Maramureș
- Biblioteca Muzeului Județean de Mineralogie „Victor Gorduza” din Baia Mare[3]
- Biblioteca Muzeului Județean de Istorie și Arheologie din Baia Mare Pagina web

## Mureș
- Biblioteca Muzeului Județean Mureș din Târgu Mureș Pagina web

## Prahova
- Biblioteca Muzeul Județean de Istorie și Arheologie Prahova din Ploiești Pagina web
- Biblioteca Colegiului Național Militar „Dimitrie Cantemir” din Breaza Pagina web

## Sibiu
- Biblioteca Muzeului Național Brukenthal din Sibiu Pagina web
- Biblioteca Universitară a Academiei Forțelor Terestre „Nicolae Bălcescu” din Sibiu Pagina web
- Biblioteca Școlii Militare de Maiștri Militari și Subofițeri pentru Comunicații, Tehnologia Informației și Apărare Cibernetică din Sibiu Pagina web Arhivat în 8 octombrie 2021, la Wayback Machine.
- Biblioteca Centrului de Limbi Străine al Statului Major al Forțelor Terestre din Sibiu Pagina web Arhivat în 22 octombrie 2021, la Wayback Machine.

## Suceava
- Biblioteca Muzeului Național al Bucovinei, din Suceava
- Biblioteca Colegiului Național Militar „Ștefan Cel Mare” din Câmpulung Moldovenesc